# Dikstaartbuidelrat
De dikstaartbuidelrat (Lutreolina crassicaudata) is een zoogdier uit de familie van de Didelphidae. De wetenschappelijke naam van de soort werd voor het eerst geldig gepubliceerd door Desmarest in 1804.

## Ondersoorten
Er worden twee ondersoorten erkend:
- Lutreolina crassicaudata crassicaudata (Desmarest, 1804) – Argentinië, Bolivia, Brazilië, Paraguay, Peru en Uruguay.
- Lutreolina crassicaudata turneri (Günther, 1879) – Colombia, Venezuela, Guyana en Suriname.